# عدة إسعافات أولية

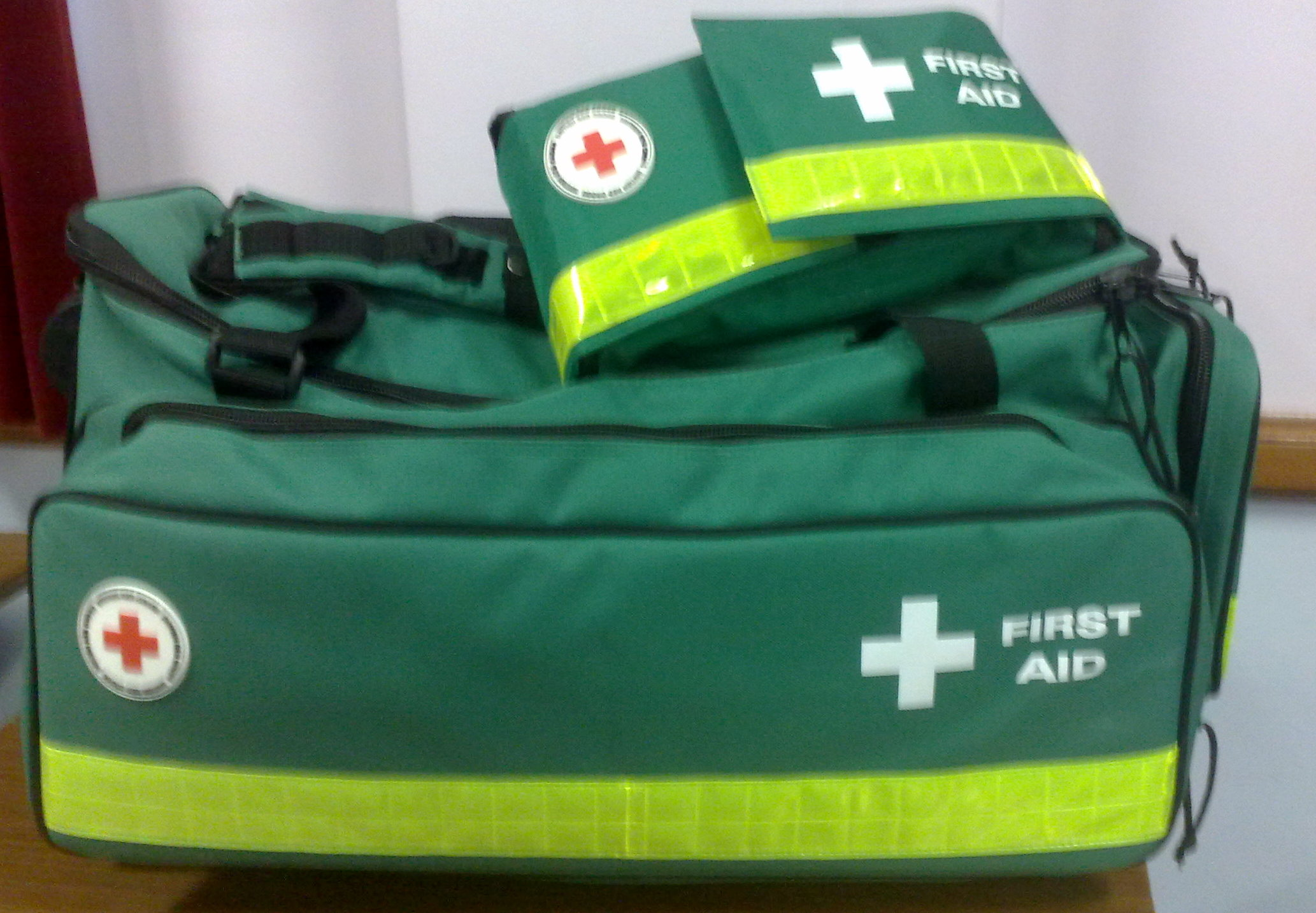
عدة الإسعافات الأولية التي يستخدمها الصليب الأحمر البريطاني.

عدة الإسعافات الأولية مجموعة من اللوازم والمعدات تستخدم لإجراء علاج أولي سريع في حالة تعرض شخص إلى حادث مفاجيء كتعرض فلاح إلى لدغة حية أو عضة كلب أو إصابة جندي بطلق ناري أو تعرض شخص إلى حادث سيارة أو غير ذلك. وتعطى الإسعافات الأولية لعدم توفر طبيب مختص أو لعدم تواجد مشفى أو علاجات كافية في مكان وقوع الحادث.

## الشكل
يمكن تجميع مجموعات الإسعافات الأولية في أي نوع من الحاويات تقريبًا، وسيعتمد ذلك على ما إذا كان يتم إنتاجها أو تجميعها تجاريًا بواسطة فرد. غالبًا ما تأتي المجموعات القياسية في صناديق بلاستيكية متينة، أو أكياس قماش، أو في خزائن مثبتة على الحائط. سيختلف نوع الحاوية اعتمادًا على الغرض، وتتراوح في الحجم من حجم المحفظة إلى الصندوق الكبير.
من المستحسن أن تكون جميع المجموعات في حاوية نظيفة ومقاومة للماء للحفاظ على المحتويات آمنة وعقيمة. يجب أيضًا فحص المجموعات بانتظام وإعادة تخزينها إذا كانت أي من العناصر تالفة أو قديمة.

## المظهر الخارجي
تضع المنظمة الدولية للتوحيد القياسي (ISO) معيارًا لمجموعات الإسعافات الأولية لتكون خضراء ، مع صليب أبيض، من أجل التعرف عليها بسهولة لأي شخص يحتاج إلى الإسعافات الأولية. 
تصادق ISO فقط على استخدام الخلفية الخضراء والصليب الأبيض، وقد تم اعتماد ذلك كمعيار عبر العديد من البلدان والمناطق، بما في ذلك الاتحاد الأوروبي بأكمله. أحيانًا يتم تمييز مجموعات الإسعافات الأولية (من قبل فرد أو منظمة) بصليب أحمر على خلفية بيضاء، ولكن استخدام هذا الرمز من قبل أي شخص ما عدا لجنة الصليب الأحمر الدولية أو وكالة مرتبطة به غير قانوني بموجب شروط الأولى اتفاقية جنيف، التي تحدد الصليب الأحمر كرمز محمي في جميع البلدان الموقعة عليه. أحد الاستثناءات القليلة الموجودة في أمريكا الشمالية، حيث على الرغم من تمرير اتفاقية جنيف الأولى في عام 1864 ، وتصديقها في الولايات المتحدة في عام 1881 ، استخدمت شركة Johnson & Johnson الصليب الأحمر كعلامة على منتجاتها منذ عام 1887 وسجلت الرمز كعلامة تجارية أمريكية للجص الطبي والجراحي عام 1905.
قد تحتوي بعض مجموعات الإسعافات الأولية أيضًا على نجمة الحياة، والتي ترتبط عادةً بالخدمات الطبية الطارئة، ولكنها تُستخدم أيضًا للإشارة إلى أن الخدمة التي تستخدمها يمكن أن توفر نقطة رعاية مناسبة. على الرغم من عدم دعمه من قبل ISO ، فإن الصليب الأبيض على خلفية حمراء معترف به على نطاق واسع كرمز للإسعافات الأولية. ومع ذلك ، بالنسبة للمؤسسات الطبية الصغيرة جدًا والأغراض المنزلية ، يُفضل الصليب الأبيض على خلفية خضراء واضحة.

## محتويات الحقيبة الإسعافية[6]
- محاليل وأدوات.
- عناصر لإجراء الإسعافات الأولية.
- محلول للتعقيم، ومسحات طبية.
- أعواد خشبية على أطرافها لفة من القطن، وكرات قطنية معقمة ومغلفة.
- شريط لاصق، ومجموعة مختلفة الأشكال والأحجام من اللصق الجاهز للجروح.
- لفائف ضمادات مختلفة الحجم، للّف على الجروح أو المفاصل.
- الشاش الطبي المعقم والمغلف لتغطية الجروح.
- ضماد أو رباط على الجروح.
- مقص وملاقط طبية معقمة ومغلفة.
- إبر معقمة ومغلفة.
- دبابيس المشابك.
- جبيرة من الألمونيوم للأصابع.
- عبوة لقطرة من محلول تنظيف العين.
- كيس لحفظ الثلج عند الاستخدام ككمّادة باردة.
- قفازات الطبية.
- ميزان حرارة.
- إصبع للضوء.
- أعواد ثقاب.
- دهان للترطيب الخارجي.
- كتيب صغير عن الإسعافات الأولية بلغة مفهومة.
- أدوية منزلية.
- أقراص إسبرين من النوع غير المغلف، لاستخدام البالغين عند نوبات ألم الصدر.
- حبوب عقار باراسيتامول، أو أسيتاأمينوفين مثل تايلينول. كعقار لخفض الحرارة أو تسكين الألم.
- حبوب مسكنة للألم ومضادة للالتهاب من النوع غير الستيرويدي.
- دواء مضاد للهيستامين.
- غسول لتخفيف الحكة الجلدية لقرص الحشرات.
- كريم أو مرهم من مضاد حيوي.
- كريم للحساسية.
- كريم خاص بمعالجة الحروق.
- كريم للوقاية من حروق أشعة الشمس.
- أدوية مضادة للإسهال.
- شراب مسهل للقيء، لحالات التسمم.[7]

## التنفس، الدورة الدموية
تعتمد الإسعافات الأولية أبجديات كأساس للمعاملة الجيدة. لهذا السبب، ستحتوي معظم مجموعات الإسعافات الأولية التجارية الحديثة (على الرغم من أنها ليست بالضرورة تلك التي يتم تجميعها في المنزل) على حاجز عدوى مناسب لأداء التنفس الاصطناعي كجزء من الإنعاش القلبي الرئوي ، وتشمل الأمثلة ما يلي:
• قناع الجيب
•واقي الوجه
-	قد تحتوي مجموعات الإسعافات الأولية المتقدمة أيضًا على عناصر مثل:
• مجرى الهواء الفموي البلعومي
• مجرى الهواء البلعومي
•حقيبة قناع صمام
• شفاط يدوي أو وحدة شفط
• مقياس ضغط الدم (صفعة ضغط الدم)
• سماعة الطبيب
تشمل بعض مجموعات الإسعافات الأولية، وتحديداً تلك التي يستخدمها مسعفو الإسعافات الأولية وخدمات الطوارئ ، الأكسجين المعبأ في زجاجات للإنعاش والعلاج.

## حقائب الإسعافات الاولية للطائرات
تزود الطائرات بحقيبة إسعافات أولية واحدة أو أكثر، ليستخدمها طاقم المقصورة في إدارة الحالات الطارئة، ويكون عدد حقائب الإسعاف الأولية ملائما لعدد الركاب المرخص بنقلهم على الطائرة.
| عدد الركاب  | حقائب الإسعافات الأولية |
| 0 - 100     | 1                       |
| 101 – 200   | 2                       |
| 201 - 300   | 3                       |
| 301 – 400   | 4                       |
| 401 – 500   | 5                       |
| أكثر من 500 | 6                       |

### محتويات حقيبة الإسعافات الاولية للطائرات
- ماسحات مطهرة.
- ضمادات متعددة الأشكال والأحجام.
- شريط لاصق إضافة لأشرطة معقمة.
- منظف للأيدي أو فوط صغيرة منظفة.
- مقص، شريط لاصق للجراحة، وملقط، وقفازات، ومقاييس حرارة غير زئبقية.
- قناع للإنعاش، ودليل الإسعافات الأولية.
- ملقط.
- قفازات.
- مقاييس الحرارة (غير زئبقية).
- قناع للإنعاش.
- دليل الإسعافات الأولية.
- دواء مسكن.
- دواء مضاد للقيء.
- رذاذ للأنف مضاد للاحتقان، ومضاد الحموضة، ومضاد الهيستامين.

## المعدات
- سماعة طبية
- جهاز قياس ضغط الدم
- مسالك هوائية
- حقن
- قساطير وريدية
- مناديل مطهرة
- علبة للتخلص من الإبر
- قسطر بولي
- جهاز لتوصيل السوائل التي تحقن في الوريد
- عواصب وريدية
- شاش إسفنجي
- قناع جراحي
- قسطر رُغامي للطوارئ
- ملقط الحبل السري
- مقاييس الحرارة
- كروت إعاشة أساسية
- قناع جهاز ذو صمامات
- مصباح وبطاريات[9]

## معرض صور

علم جمعية الصليب الأحمر.

## اقرأ كذلك
- إسعاف أولي
- حوادث السيارات
- لدغات الأفاعي
- عضات الحيوانات